# Praznik sredine jeseni
Praznik sredine jeseni (poenostavljene pismenke: 中秋节; tradicionalne pismenke: 中秋節; pinyin: zōngqiū jié) je tradicionalni kitajski praznik žetve, ki velja za drugi najpomembnejši praznik po novem letu (poenostavljene pismenke: 春节; tradicionalne pismenke: 春節; pinyin: Chūnjié; pomen: »praznik pomladi«). Praznuje se na petnajsti dan osmega meseca po lunisolarnem koledarju, to je običajno konec septembra ali začetek oktobra po gregorijanskem koledarju. Praznik imenujejo tudi »praznik lune«, »praznik ponovnega snidenja«, »praznik luninih kolačkov« itd. 
Kitajci verjamejo, da polna luna simbolizira ponovno srečanje družine, zato je namen praznika, da se družine ponovno zberejo skupaj.
Praznujejo ga tudi v drugih vzhodnoazijskih državah.

## Zgodovinsko ozadje
Tradicija čaščenja lune in izvajanje darovanj namenjenih luni na Kitajskem sega v obdobje dinastije Shang 商(ok. 1600 - ok. 1046 pr.n.št.). V antičnem času so kitajski kralji častil in izvajali darovanja »žetveni polni luni«, ki se je pojavljala v času, ko so na poljih želi žito in pobirali koruzo, buče, fižol itd.  Zapisi o običaju žrtvovanja in darovanju luni segajo v obdobje dinastije Zahodni Zhou (kitajsko: 西周; 1045 - 770 pr.n.št.).
V obdobju dinastije Tang (kitajsko: 唐朝; 618 – 907) je običaj čaščenja polne jesenske lune postal popularen med višjimi sloji družbe, ko so bogati trgovci in uradniki po cesarjevem zgledu prirejali velike zabave, kjer so pili alkohol, poslušali glasbo, plesali in občudovali svetlo polno luno. Navadni ljudje so v času polne jesenske lune opravili darovanja in molitve luni za oblino žetev.
V obdobju dinastije Severni Song (kitajsko: 北宋; 960–1127) je bil petnajsti dan osmega meseca imenovan za Praznik sredine jeseni. V obdobju dinastije Yuan (kitajsko: 元朝; 1368 – 1644) se je uživanje luninih kolačkov v času praznika sredine jeseni razvilo v običaj. V obdobju dinastije Ming (kitajsko: 明朝; 1368 – 1644) in Qing (kitajsko: 清朝; 1644 – 1912) pa je praznik postal eden izmed najbolj pomembnih praznikov na Kitajskem.
Leta 2008 je praznik sredine jeseni postal kitajski državni praznik.

## Pomen lune in zgodbe povezane z njo
Svetla polna luna v kitajski tradicionalni kulturi služi kot simbol družinske in prijateljske povezanosti. V preteklosti, ko je bila komunikacija z oddaljenimi osebami otežena, je svetla luna, še posebej velika polna luna, ki nastopi jeseni, služila kot spomin na dom, družino in prijatelje.

### Legenda o Chang'e
Legenda o Chang'e je najbolj znana in popularna zgodba, ki jo pripovedujejo v času praznika sredine jeseni. Zgodba pravi, da se je pred davnimi časi na nebu pojavilo deset sonc, ki so uničile celoten pridelek. Ljudje so zaradi tega živeli v bedi in umirali. Lovec po imenu Hou Yi se je na hrbtu svojega konja povzpel na goro Kunlun in s svojim lokom in puščicami iz neba postrelil devet sonc in s tem končal hudo sušo. Hou Yi je bil za svoje junaško dejanje okronan za kralja, poročil se je z lepim dekletom iz sosednje vasi, po imenu Chang'e. Nekega dne, ko se je odpravil na goro Kunlun, da bi obiskal svojega prijatelja, je srečal Mati zahodnega kraljestva, ki mu je dala eliksir nesmrtnosti, ki bi mu omogočil, da bi se lahko dvignil v nebesa in postal božanstvo. Eliksirja ni želel spiti, saj ni želel za seboj na zemlji pustiti svoje žene, zato je eliksir dal Chang'e in ji rekel, naj ga skrije. Eden izmed Hou Yijevih učencev po imenu Peng Meng je videl eliksir in je nekega dne, ko se je Hou Yi odpravil na lov, Chang'e prisilil, da mu ga da. Chang'e mu eliksirja ni želela predati, zato ga je spila in v tistem trenutku se je njeno telo dvignilo in odletelo proti nebesom. Pristala je na luni, kraju, ki je v nebesih najbližje Zemlji. Ko se je Hou Yi vrnil domov, mu je služkinja povedala, kaj se je zgodilo, šokiran in jezen je pogledal v nebo in zaklical ženino ime in v tistem trenutku je na luni zagledal figuro, ki je izgledala kot njegova žena. Na vrtu njune hiše je Hou Yi dal postaviti oltarček, na katerega je polagal njeno najljubšo hrano in s tem izkazoval svojo ljubezen do nje. Ko so drugi izvedeli za to, so ravno tako postavili oltarčke in na njih molili za Chang'e.

### Legenda o Wu Gangu, ki je sekal češnjevo drevo
O legendi o Wu Gangu obstaja več verzij. Ena izmed njih pravi, da je nekoč živel gozdar po imenu Wu Gang, ki si je želel nesmrtnosti, ampak se ni trudil dovolj, da bi se naučil, kako postati nesmrten. Žadasti cesar je bil jezen nanj in se je odločil, da bo Wu Ganga kaznoval. Na luni je posadil nasad češenj in Wu Gangu rekel, da po postal nesmrten, ko bo posekal vsa drevesa. Wu Gang je poskušal drevo posekati, a drevo se je ob vsakem zamahu sekire ponovno zacelilo. Pravijo, da so temne lise, ki jih vidimo na luni sence dreves in nasada češenj.

### Legenda o žadastem zajcu
Nekoč naj bi se Žadasti cesar spremenil v revnega lačnega starca in šel za hrano prositi opico, vidro, šakala in zajca. Opica mu je nabrala sadje, vidra mu je ponudila ribe, ki jih je polovila v reki, šakal je ukradel kuščarja in posodo skute, a zajec mu je lahko ponudil le travo. Vedel je, da ljudje ne morejo jesti trave, zato se je zajec odločil, da bo ponudil svoje telo in se vrgel v ogenj, ki ga je starec pred tem zanetil, a ni umrl. V tistem trenutku se je starec spremenil nazaj v Žadastega cesarja, bil je ganjen, da se je bil zajec pripravljen žrtvovati za ubogega starca in mu zato ponudil nesmrtnost in ga poslal, da živi na luni, kjer spremlja Chang'e. 

## Pomen praznika in praznovanje
Velika polna jesenska luna simbolizira družinsko snidenje, zato je glavni namen praznika, da se celotna družina ponovno zbere skupaj. Za nekatere praznik sredine jeseni predstavlja primeren čas, da ženitni posredniki združijo pare. Med seboj si podarijo lunine kolačke.

### Navade
Na Kitajskem ima praznovanje praznika sredine jeseni lokalne posebnosti.
V času praznika sredine jeseni v vsakem gospodinjstvu postavijo oltarček, ki je namenjen čaščenju Boginji lune (Chang'e).Po večerji, na kateri se zbere celotna družina, na oltarček postavijo sveže sadje in lunine kolačke, kolači morajo bili okrogle oblike, sadje pa mora biti narezano v obliki listov lotosovega cveta.
Nekateri kupijo tudi daritveni papirnati denar (poenostavljene pismenke: 金纸; tradicionalne pismenke: 金紙; pinyin: jīnzhǐ) s podobami Chang'e ali žadastega zajca, po koncu obreda čaščenja lune ta papir zažgejo, družinski člani pa si med seboj razdelijo sadje in lunine kolačke. Danes družine pogosto kupijo barvite lampijone v obliki živali, cvetja ipd., zvečer v lampijon postavijo svečo, tako da lampijoni spominjajo na majhne lune. Eden izmed popularnih običajev je ugibanje ugank, ki so napisane na lampijonih.

### Lunini kolački
Najbolj pomembna jed praznika sredine jeseni so lunini kolački (poenostavljene pismenke: 月饼; tradicionalne pismenke: 月餅; pinyin: yuèbǐng), ki so sladki kolački okrogle ali kvadratne oblike. Večina kolačkov je narejenih iz testa za pecivo in sladkim nadevom. Postrežejo jih s čajem, včasih jih ocvrejo ali pripravijo na pari. Lunine kolačke običajno pošljejo sorodnikom in prijateljem in s tem izrazijo, da jih pogrešajo in jim želijo veliko sreče in obilja.
Obstaja več različnih vrst kolačkov, glede na kraj kjer jih izdelujejo, obstajajo kantonški lunini kolački (sladki), pekinški lunini kolački (bogato okrašeni), suzhouski lunini kolački (iz hrustljavega listnatega testa; sladki ali slani), chaoshanski lunini kolački (večji kor običajni lunini kolački), yunnanski lunini kolački (običajno kolački s šunko ali rožami) in hongkongški lunini kolački (niso pečeni, ampak jih hranijo v hladilniku; značilno belo testo).
O luninih kolačkih obstaja tudi legenda, ki pravi, da je upornik Liu Futong v času dinastije Yuan skoval načrt za upor proti mongolskim vladarjem. Liu Futong je svojim prijateljem podaril okrogle lunine kolačke, v katere je skril listek s sporočilom, da se bodo hanski Kitajci na petnajsti dan osmega meseca uprli mongolskim vladarjem. Sporočilo o pripravah na upor se je razšililo po državi in na dan praznika sredine jeseni so hanski Kitajci izvedli upor, ki je vodil v konec dinastije Yuan, zato so danes lunini kolački zaviti v papir.

## Datum praznovanja
Praznik sredine jeseni se praznuje na petnajsti dan osmega meseca po lunarnem koledarju,  to je običajno septembra ali oktobra po gregorijanskem koledarju. V naslednjih letih se bo praznik praznoval na te datume:
- 2018: 24. september
- 2019: 13.  september
- 2020: 1. oktober
- 2021: 21. september
- 2022: 10. september